# Chortaj
Der Chortaj oder genauer Chortaja Borsaja (Хортая Борзая, russ. für „kurzhaariger Windhund“) ist eine nicht von der FCI international anerkannte Hunderasse aus der ehemaligen Sowjetunion.

## Herkunft und Geschichtliches
Der Chortaj ist eine asiatische Hunderasse, die sich über Jahrhunderte in dem Steppengürtel nördlich des Schwarzen Meeres weiterentwickelt hat, nachdem sie sich langsam vom Osten her nach Westen ausbreitete. Hunde dieses Typs wurden von verschiedenen Völkern dieser Region gehalten, die sich über die heutige Ukraine und den Süden Russlands bis in die westlichsten Regionen Kasachstans erstreckt. Daher kann man den Chortaj auch keinem bestimmten Volk oder Land zuordnen. Im Osten und Südosten seines Verbreitungsgebiets steht er in Verbindung zu den orientalischen bzw. zentralasiatischen Windhunden. In seiner Ausprägung in der Ukraine nahe der polnischen Grenzgebiete gilt er als Bindeglied zu den westlichen Windhundrassen. Im Jahre 1951 wurde in der Sowjetunion ein Standard für die Rasse festgelegt. 
Eine internationale Anerkennung durch die FCI besteht bis jetzt nicht, jedoch ist die Rasse national vom FCI-Dachverband Russlands, dem RKF, anerkannt, der auch den Rassestandard führt. In den Staaten der GUS wird die Rasse bisher teilweise von den Spezialverbänden für Jagdhunde betreut, teilweise von den jeweiligen FCI-Landesverbänden. Die Besitzer dieser Hunde sind zumeist einheimische Jäger, die in abgelegenen Dörfern in der Steppe leben und wenig Interesse an Ausstellungen haben. 
Der Chortaja Borsaja gehört zu den wenigen Windhundrassen, die ausschließlich bis in die heutige Zeit über seine Jagd- und Jagdgebrauchseigenschaften selektiert wurden.

## Beschreibung
Der Chortaj ist ein ab 65 cm (Hündinnen ab 61 cm) großer Windhund. Er scheint eine Ähnlichkeit mit dem Chart Polski aufzuweisen, unterscheidet sich jedoch von diesem in der Knochenstruktur, im Gebäude, der Zuchtmethodik und in den Jagdeigenschaften. Es gibt mindestens 5 teilweise sehr unterschiedliche Hauptschläge mit jeweils ebenso vielen Subtypen. Daraus resultiert eine große, der jeweiligen Geographie, dem Klima und der Beute angepasste Variabilität. 
Das dichte, kurze Fell kann eine breite Palette von Wildfarben aufweisen, die von reinem oder bräunlichem Schwarz über Rot, Fahl oder Grau in unterschiedlicher Intensität, bis Rot mit schwarzer Schattierung reichen kann. Der Chortaj kann gestromt, einfarbig oder gescheckt sein. Isabellen mit blauen oder hellen Augen sind von der Zucht ausgeschlossen. Eine typische Gangart ist der leichtfüßige, fast fliegende Trab. 
Der Chortaj ist von freundlichem, aber deutlich asiatisch geprägtem Charakter. Er ist niemals mannscharf, wenngleich gelegentlich wachsam. Dank seiner rigorosen Selektion auf die gemeinschaftliche Jagd mit seinem Besitzer, gehört der Chortaj zu den ausbildbaren Windhundrassen mit sehr gutem Grundgehorsam und hoher Intelligenz. Die Rasse ist spätreif, sehr vital und langlebig. Es ist keine Seltenheit, dass aus dem aktiven Jagdgebrauch aussortierte Althunde erstmals mit 8 oder 9 Jahren gesund und ohne Beeinträchtigung in die Zucht gehen. Rassespezifische Erbkrankheiten sind bisher unbekannt.

## Verwendung
Der Chortaj ist in seiner Ursprungsregion immer noch ein reiner Jagdwindhund. Er wird zur Jagd auf alles in der Steppe vorkommende Wild verwendet, insbesondere auf Hasen, Füchse, Wölfe und Antilopen. Der Chortaj ist extrem ausdauernd. Er ist in der Lage, vom frühen Morgen bis in den späten Abend zu arbeiten. 
In einigen Ländern Mittel- und Osteuropas, beispielsweise in Tschechien und der Slowakei, aber auch in Deutschland, Finnland und der Schweiz, werden Chortaj inzwischen auch von Hundeliebhabern, teils auf dem Land, teils in Städten gehalten. Einige dieser Hunde nehmen an Windhundrennen und Coursings teil, wegen der fehlenden Anerkennung durch die FCI allerdings teilweise außer Konkurrenz. Erste in Westeuropa gehaltene Hunde zeigen sich als auch geeignet für Agility, Breitensport und als ausdauernde Reitbegleithunde.